# 9076 Shinsaku
9076 Shinsaku este un asteroid din centura principală de asteroizi.

## Descriere
9076 Shinsaku este un asteroid din centura principală de asteroizi. A fost descoperit pe 8 mai 1994 la Kuma Kogen de Akimasa Nakamura. Asteroidul prezintă o orbită caracterizată de o semiaxă mare de 2,28 ua, o excentricitate de 0,05 și o înclinație de 7,3° în raport cu ecliptica.